# Football en Écosse

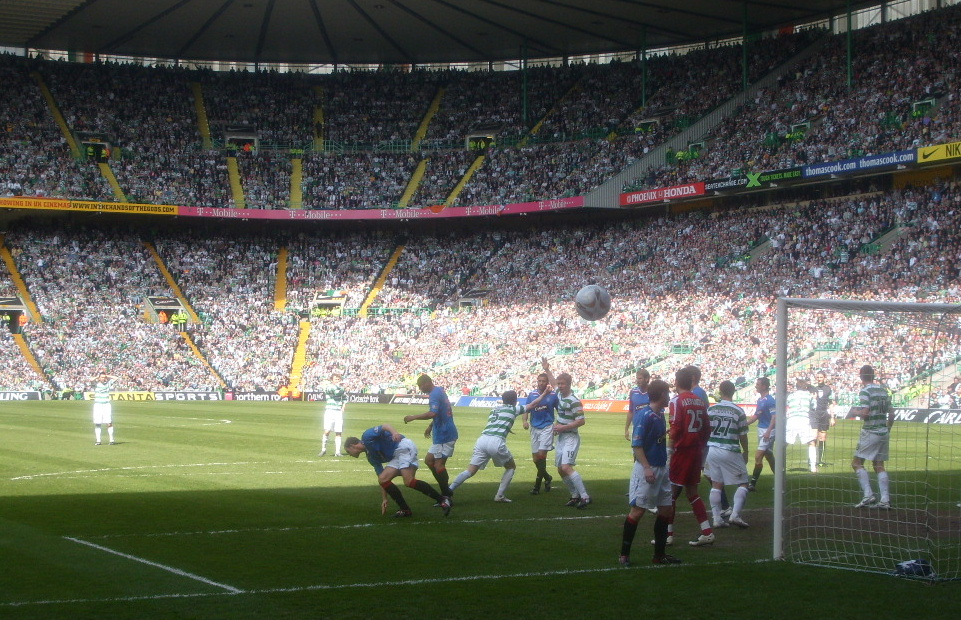
Rencontre du 27 avril 2008 entre Celtic FC et Rangers FC de Glasgow (Old Firm)

Le football est l'un des sports les plus populaires en Écosse. Pratiqué depuis le XIXe siècle, à l'origine principalement dans la région de Glasgow et le Dunbartonshire, il compte aujourd'hui 131 883 licenciés. La fédération écossaise est, après la fédération anglaise, la plus ancienne au monde, et la Coupe d'Écosse de football fut la première coupe nationale à être créée.

## Origines

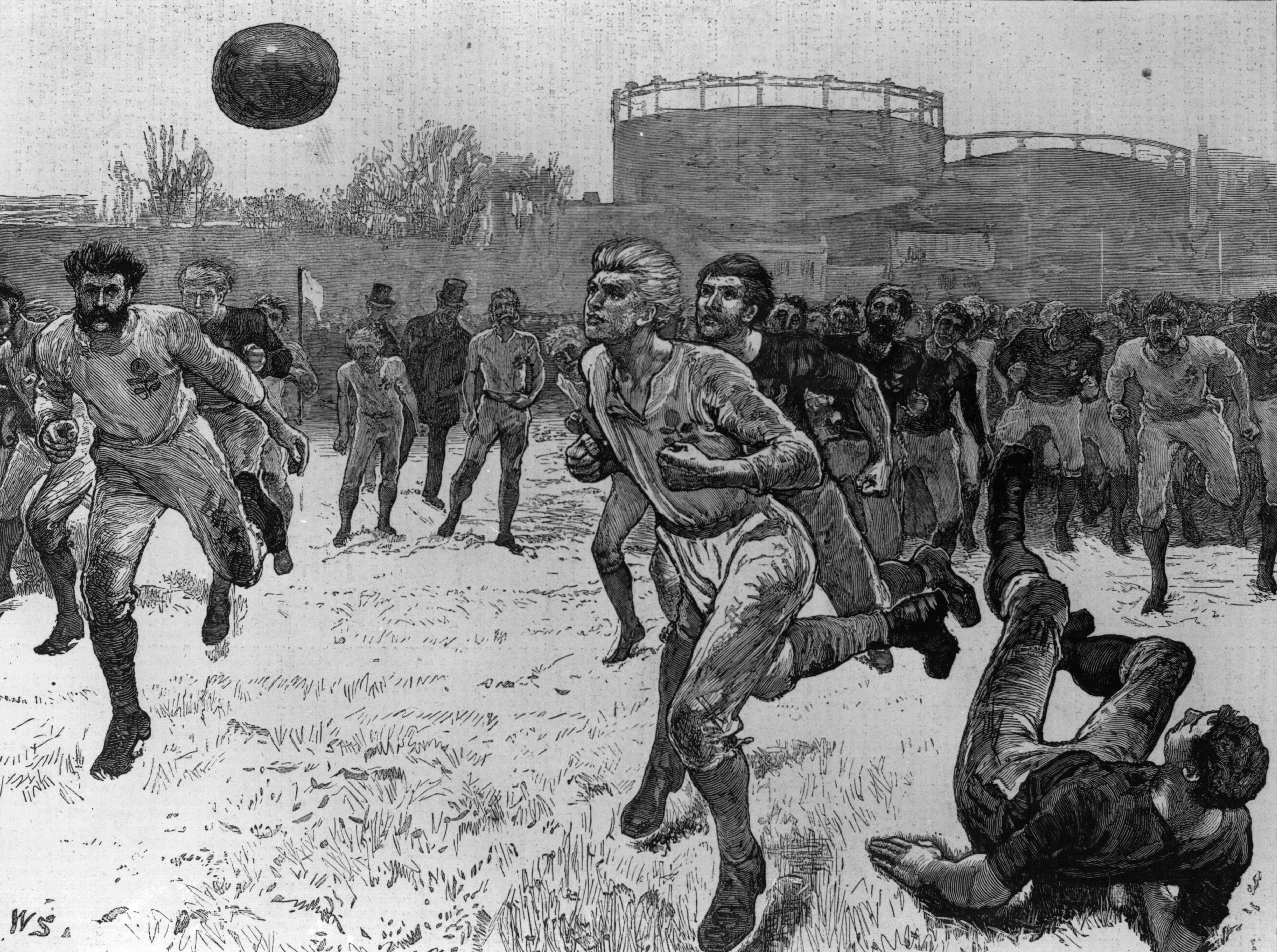
Écosse-Angleterre en 1872

## Fédération
La Fédération d'Écosse de football (Scottish Football Association ou SFA en anglais) est l'association regroupant les clubs de football d'Écosse et organisant les compétitions nationales ainsi que les matchs internationaux de la sélection d'Écosse. Fondée en 1873, elle fut affiliée à la FIFA entre 1910 et 1920, entre 1924 et 1928 et depuis 1946 ; elle est membre de l'UEFA depuis sa création en 1954.

## Équipe nationale
L'équipe d'Écosse de football est l’équipe constituée par une sélection des meilleurs joueurs écossais ; elle représente l'Écosse dans les compétitions internationales majeures de football telles que la Coupe du monde, le Championnat d'Europe et les Jeux du Commonwealth, sous l'égide de la Fédération d'Écosse de football. Avec l'équipe d'Angleterre, elle est la doyenne des équipes nationales de football. En 1872, elles prirent part ensemble au premier match international officiel. L'équipe d'Écosse ne peut toutefois pas disputer les Jeux olympiques, car l'Écosse n'est pas membre du Comité international olympique. 
Les Écossais jouent en bleu marine et blanc.
- Liste des footballeurs internationaux écossais

## Clubs

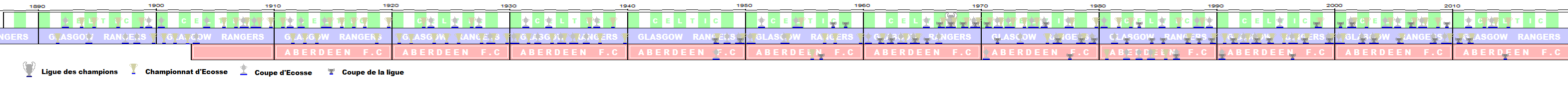
Frise chronologique des trophées des clubs les plus titrés.

## Stades
| Rang | Stade              | Localisation | Capacité | Équipe                                      |
| ---- | ------------------ | ------------ | -------- | ------------------------------------------- |
| 1    | Celtic Park        | Glasgow      | 60 355   | Celtic F.C.                                 |
| 2    | Hampden Park       | Glasgow      | 52 025   | Queen's Park et Équipe d'Écosse de football |
| 3    | Ibrox Stadium      | Glasgow      | 50 987   | Rangers F.C.                                |
| 4    | Pittodrie Stadium  | Aberdeen     | 21 421   | Aberdeen F.C.                               |
| 5    | Easter Road        | Édimbourg    | 20 421   | Hibernian FC                                |
| 6    | Rugby Park         | Kilmarnock   | 18 128   | Kilmarnock FC                               |
| 7    | Tynecastle Stadium | Édimbourg    | 17 529   | Heart of Midlothian FC                      |
| 8    | Meadowbank Stadium | Édimbourg    | 16 500   | Edinburgh City Football Club                |
| 9    | Tannadice Park     | Dundee       | 14 229   | Dundee United FC                            |
| 10   | Fir Park           | Motherwell   | 13 677   | Motherwell FC                               |

## Popularité

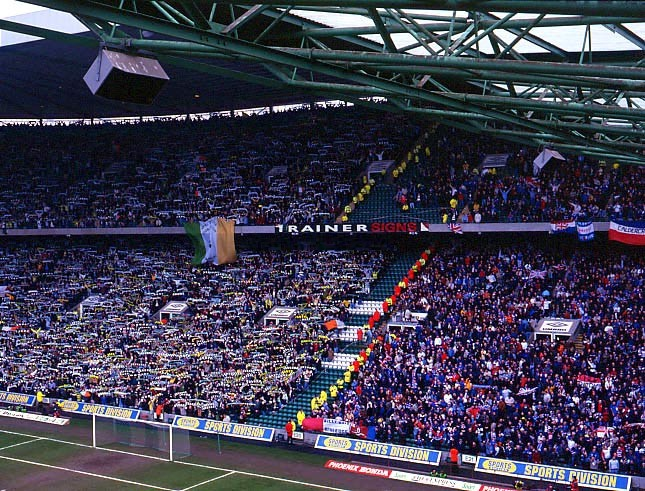
Supporters des Celtic (à gauche) et des Rangers (à droite)

Dès 1906, le match Angleterre/Écosse a attiré 102 000 spectateurs à Glasgow et un record de 150 000 spectateurs sera atteint à Hampden en 1937, nombre jamais égalé pour un match entre équipes nationales en Europe. Extrêmement populaire, le football en Écosse est sujet, depuis son origine, à de violentes rivalités entre supporters, marquées notamment d'antagonisme religieux entre catholiques et protestants. Les clubs les plus concernés par ces rivalités sont probablement les clubs de Glasgow du Celtic FC, rassemblant des supporters à majorité catholique, et du Rangers FC, dont les supporters sont principalement protestants. Depuis 1888, ces deux clubs s'opposent chaque année lors de l'Old Firm, l'un des plus grands derbies européens. L'écrivain George Blake l'évoque ainsi dans son roman The Shipbuilders :
« Il était parmi les enthousiastes de sa propre confession. En accord avec l'ancienne coutume, la police avait conduit les supporters des Rangers à une extrémité du terrain et les supporters du Celtic à l'autre : autant que la séparation était possible avec une telle foule d'êtres humains... Durant environ les deux heures suivantes Danny Shields vécut au-delà de lui-même dans un monde de passion tourbillonnante... dans le délice des mouvements astucieux des joueurs, de leurs ruses et leurs aspérités, les hommes dans les tribunes se libéraient de la grisaille de leur propre dégradation industrielle.
 »
— George Blake, The Shipbuilders (1935)